# Les 120 jornades de Sodoma
Els 120 dies de Sodoma (en francès, Les 120 journées de Sodome) és una novel·la escrita pel marquès de Sade, potser la seva obra més emblemàtica.

## El manuscrit

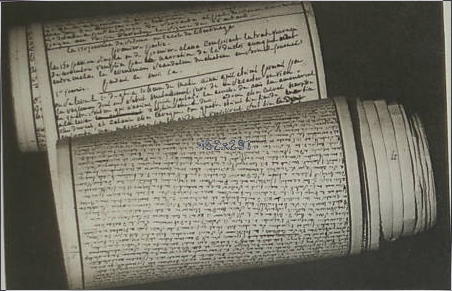
El manuscrit original de l'obra

L'octubre de 1785, quan Sade estava empresonat a la Bastilla, poc després del seu trasllat des de la presó de Vincennes, el marquès va començar a escriure aquesta obra en un rotlle de paper d'uns dotze metres de llarg per dotze centímetres d'amplada. Ell mateix ho escriu al final del rotlle: Tota aquesta gran banda va ser començada el 22 d'octubre de 1785 i acabada en 37 dies.
A començaments de juliol de 1789, Sade va esperonar des de la seva finestra una multitud que assetjava la fortalesa. A causa d'això, el presoner va ser traslladat a correcuita el dia 4 al sanatori de Charenton. Cal suposar que, en aquest canvi precipitat, el manuscrit restés a La Bastilla. L'assalt de la Bastilla el dia 14 de juliol, fet que va desencadenar la Revolució Francesa, va fer pensar al marquès que la que ell considerava la seva obra mestra, estava perduda per sempre.
Això no obstant, el manuscrit va reaparèixer a Berlín el 1904: un psiquiatre anomenat Iwan Bloch el va fer publicar a París (editor: Michalon) i Berlín (editor: Max Harwitz) simultàniament, sota el pseudònim d'Eiger Duehren.
El 1929, els vescomtes de Noailles, Charles i Marie-Laure de Noailles, compren el manuscrit que retorna a París, on és estudiat pels membres fundadors de la Societé du Roman Philosophique i, particularment, per Maurice Heine, que en farà una edició el 1931, esmenant els innumerables errors de l'edició de 1904. Aquesta edició de Heine és considerada com l'edició canònica de l'obra.
No van acabar aquí les peripècies del manuscrit. El 1982, el manuscrit va ser robat a una descendent del vescomte de Noailles, exportat il·legalment de França i venut a Ginebra a un col·leccionista de llibres rars, Gèrard Nordmann. Malgrat els intents de recuperar-lo del govern francès, va resultar impossible. El manuscrit es va exposar per primera vegada l'any 2004 a la Biblioteca Bodmeriana a Cologny, als afores de Ginebra.
L'abril de 2014, es va anunciar que el manuscrit tornava a França, comprat per un emprenedor i bibliòfil francès, Gérard Lhéritier, president del Museu de les Lletres i els Manuscrits. El preu de la transacció es va fixar en 7 milions d'euros.

## Argument
Gilbert Lelly, biògraf del marqués de Sade, ha fet un resum de l'obra que es reprodueix a continuació:
Cap al final del regnat de Lluís el Gran, quatre psicòpates d'entre quaranta-cinc i seixanta anys, amb una fortuna immensa fruit de l'assassinat i l'espoli, el duc de Blangis, el bisbe germà seu, el president de Curval i el financer Durcet, es tanquen per a una orgia sense nom en un castell perdut de la Selva Negra, amb quaranta-dos objectes de luxúria sotmesos al seu poder absolut: les esposes, molt joves i belles...; un serral de vuit joves nois i de vuit joves noies, segrestats als seus pares i amb un atractiu més enllà de qualsevol expressió; vuit fornicadors sodomites, escollits per les seves dimensions monstruoses; quatre criades sexagenàries, esguerrades i menjades per les xancres i dipositàries de tots els crims; sis cuineres i servidores; i, finalment, quatre proxenetes "narradores" emblanquinades... Des del primer de novembre fins al vint-i-vuit de febrer, aquestes quatre últimes, successivament, recitaran sis-centes perversions, a raó de cent-cinquanta cadascuna, que els amos del castell posaran sovint en pràctica immediatament. En el curs de les múltiples orgies, que es prolongaran vint dies més a partir del 28 de febrer en un crescendo d'horrors, trenta víctimes de totes les categories que hem enumerat, menys la de les narradores, periran enmig d'espantosos turments. Només dotze persones retornaran a París amb el duc i els seus tres còmplices.
L'obra està dividida en una introducció i quatre parts. En la introducció, ens presenta la vida dels quatre personatges principals en què estan representats les quatre classes socials més odiades per Sade: l'alta aristocràcia (Sade mai va suportar la família de la seva dona, emparentada amb els Condé), la jerarquia eclesiàstica, l'alta magistratura judicial (amb qui Sade sempre va tenir problemes) i els financers prestadors del rei Sol. També ens narra el procés de selecció dels "objectes" de la seva lubricitat, per al qual segrestaran més de dos-cents adolescents per tota França, abandonant els descartats a prostíbuls o venent-los com a esclaus als turcs. Finalment, narra el viatge fins al castell de Silling a la Selva Negra, més enllà de Basilea, dalt d'una gran muntanya, propietat de Durcet i, el dia de l'arribada, l'elaboració del reglament que caldrà que tothom segueixi durant els quatre mesos de la clausura sota la pena de punicions físiques horroroses.
De les quatre parts, només està acabada la primera; les altres tres són més aviat uns apunts que presenten un croquis de les narracions que caldrà redactar. Cada part fa referència a trenta dies (un mes), en què les narradores explicaran cada dia cinc narracions (cent cinquanta cadascuna, sis-centes en total) de perversions que elles han vist o viscut. En la primera part (mes de novembre), la narradora és Duclos i està dedicada a les passions simples. Com ja s'ha dit, és l'única que es pot considerar acabada, amb les cinc narracions diàries ben redactades i el relat detallat dels esdeveniments de cadascun dels trenta dies. La segona part, desembre, amb narracions a càrrec de Champville, està dedicada a les passions dobles. La tercera part, gener, amb la narradora Martaine, està dedicada a les passions criminals. I la quarta i darrera part, febrer, amb narracions de Desgranges, està dedicada a les passions assassines. Aquestes tres darreres parts només són un esquema complet, però sense redactar, de les narracions (de les quals només es dona el tema) i dels esdeveniments (que cada dia que passa són més horrorosos). Els primers vint dies de març, un cop finalitzat el pla, es dediquen a la tortura i assassinat de vint dels participants (deu més ja han estat assassinats en la quarta part) i els setze supervivents, els quatre llibertins i dotze dels "objectes", tornen a París.

## Personatges

### Els quatre llibertins
- El duc de Blangis. Amo d'una gran fortuna quan només tenia divuit anys, encara la va fer créixer més assassinant la seva mare, la seva germana i les seves primeres tres dones.
- El bisbe de..., germà del duc de Blangis. Ha fet la seva fortuna matant dos nens hereus d'un amic ric que els havia deixat a la seva custòdia.
- El president Curval, antic magistrat que havia estat expulsat dels tribunals per prevaricació.
- El financer Durcet. Company d'escola del duc, va enverinar la seva mare, la seva dona i la seva neboda per aconseguir la seva fortuna.

D'edat entre cinquanta i seixanta anys, són quatre depravats sense cap altre sentit moral que la cerca del seu plaer personal a costa del que sigui.

### Les quatre dones/filles
- Constance, filla de Durcet i quarta dona de Blangis. Vint-i-dos anys, amb un gran fons de virtut natural que res ha pogut destruir.
- Adélaïde, filla de Curval i dona de Durcet. Vint anys, esperit romàntic i excessivament virtuosa i devota.
- Julie, filla de Blangis i dona de Curval. Vint-i-quatre anys, mai se li han ensenyat principis ni religió.
- Aline, filla adúltera del bisbe i de la segona dona de Blangis. Divuit anys, absolutament ignorant, no sap ni llegir ni escriure.

Totes elles estan sotmeses als capricis dels quatre llibertins sense importar el parentesc. L'única que en sobreviurà serà Julie, que retornarà a París sota la protecció del bisbe.

### Les quatre narradores
- Duclos: primera narradora, quaranta-vuit anys, grans restes de bellesa i molta frescor.
- Champville: segona narradora, cinquanta anys, petita, ben feta i d'ulls lúbrics.
- Martaine: tercera narradora, cinquanta-dos anys, una mamà gran i sana.
- Desgranges: quarta narradora, cinquanta-sis anys, la imatge del crim personificada.

Són antigues proxenetes que explicaran les 600 històries depravades que han viscut en el seu ofici. Totes elles tornaran a París sota la protecció, respectivament, del duc, de Curval, de Durcet i del bisbe.

### Les quatre criades
- Marie: cinquanta-vuit anys, ha estat fuetejada i marcada, ha estat criada entre lladres.
- Louison: seixanta anys, sempre disposada al crim.
- Thérèse: seixanta-dos anys, d'una brutícia i una pudor horroroses.
- Fanchon: seixanta-nou anys, ha comès tots els crims imaginables.

### Les noies
- Augustine: quinze anys, filla d'un baró del Llenguadoc.
- Fanny: catorze anys, filla d'un conseller de Bretanya.
- Zelmire: quinze anys, filla del comte de Torville.
- Sophie, catorze anys, filla d'un gentilhome de Berry.
- Colombe, tretze anys, filla d'un conseller del Parlament de París.
- Hébé, dotze anys, filla d'un oficial d'Orleans.
- Rosette, tretze anys, filla d'un magistrat de Châlon-sur-Saône.
- Michette, dotze anys, filla del marqués de Sénanges.

### Els nois
- Zélamir: tretze anys, fill d'un gentilhome de Poitou.
- Cupidon: tretze anys, fill d'un gentilhome de la vora de La Flèche.[9]
- Narcisse, dotze anys, fill d'un cavaller de Malta de Rouen.
- Zéphire, quinze anys, fill d'un oficial general de París.
- Céladon, catorze anys, fill d'un magistrat de Nancy.
- Adonis, quinze anys, fill d'un president de la gran cort a París.
- Hyacinthe, catorze anys, fill d'un oficial retirat de Champagne.
- Giton, dotze anys, fill d'un gentilhome de Nivernais.

### Els fornicadors
- Hercule: vint-i-sis anys, bastant maco, però molt mal subjecte.
- Antinoüs: trenta anys, un home molt maco.
- Brise-cul: vint-i-vuit anys, té l'estil d'un sàtir.
- Bande-au-ciel: vint-i-cinc anys, és força lleig, però sa i vigorós.
- Quatre fornicadors secundaris dels quals no dona el nom ni la descripció, entre vint-i-cinc i trenta anys.

Els quatre fornicadors principals, Hercule, Antinoüs, Brise-cul i Bande-au-ciel, seran supervivents i tornaran a París, cadascun amb un dels quatre llibertins.

### Sis serventes
- Tres famoses cuineres.
- Tres ajudantes, una de les quals s'encarregava del bestiar.

Les tres cuineres sobreviuran a les orgies i retornaran a París com a cuineres del duc, de Curval i de Durcet.